# Eddie Theobald
Eddie Theobald (* 28. September 1940 in Paola; † 26. März 2010), auch bekannt unter dem Spitznamen il-Għasfur (dt. Der Vogel), war ein maltesischer Fußballspieler, der vorwiegend im Mittelfeld agierte. Er gilt als einer der besten Akteure des maltesischen Fußballs der 1960er und 1970er Jahre und wurde zweimal zum Fußballer des Jahres in Malta gewählt.

## Laufbahn
Theobald schloss sich im März 1956 dem Nachwuchsbereich seines Heimatvereins Hibernians Football Club an, für den er sein Erstligadebüt in der Saison 1958/59 bestritt. In den nächsten 15 Jahren gewann Theobald mit den Paolites je dreimal den Meistertitel und den Pokalwettbewerb.
Nachdem die Hibernians in der Saison 1973/74 die Meisterschaft an den Hauptstadtverein FC Valletta verloren hatten, plante das Management des Vereins einen Neuaufbau der Mannschaft. Dem Aussortierungsprozess fiel auch der inzwischen 33-jährige Theobald zum Opfer, der zu den Żebbuġ Rangers transferiert wurde. Dort spielte er noch bis zum Ende der Saison 1976/77, an dem die Rangers in die zweite Liga abstiegen. Zu dieser Zeit beendete Theobald seine aktive Laufbahn.
Theobald bestritt insgesamt 17 Länderspiele für die maltesische Nationalmannschaft.

## Erfolge
- Maltesischer Fußballmeister: 1961, 1967, 1969
- Maltesischer Pokalsieger: 1962, 1970, 1971
- Fußballer des Jahres in Malta: 1967, 1971